# B2B
Business-to-business (B2B), také business to business je označení pro obchodní vztah mezi obchodními společnostmi. Obchodní společnosti v tomto vztahu neobsluhují spotřebitele. V anglickém označení, resp. ve zkratce byl výraz „to“ nahrazen číslicí 2, která se anglicky vyslovuje téměř shodně.
Vztah lze vyjádřit obchodník → obchodník. Koncept B2B se týká obchodních vztahů a komunikace mezi dvěma společnostmi. Koncept B2B je nejstarší složkou elektronického podnikání (e-business).
Významným rysem modelu B2B je důraz kladený na logistiku a obchodování oproti důrazu na získání koncového zákazníka, jako je tomu v modelu B2C.
Vztahy B2B většinou fungují na principu elektronické výměny dat. Daty mohou být základní informace (objednávky, faktury atp.), jejichž elektronická forma umožňuje snížit náklady, automatizovat obchodní proces a zvýšit rychlost obchodního procesu.
Vyšším stupněm obchodování na principu B2B jsou internetová tržiště B2B; jejich hlavním úkolem je zprostředkování obchodů.
Nejsložitější systémy B2B fungují jako komunikační a distribuční sítě, sloužící především k regulaci již navázaných obchodních vztahů. Časté je i přímé napojení takových B2B systémů na další programy v rámci softwarové struktury prodávající firmy, což přináší úspory a zvyšuje efektivitu prodejního procesu.
Zajímavé je, že většina současných systémů B2B je kvalitativně na mnohem nižší úrovni než systémy B2C.

## B2B databáze
Databáze Business-to-business (B2B database), také business to business databáze, je označení pro tištěné, internetové nebo softwarové médium zaměřené na rozvoj obchodních vztahů mezi společnostmi. Uživatel databáze má možnost vybírat a volit z několika základních kritérií; potřebná data se vytřídí (vyfiltrují).